# Patrick Jazbec
Patrick Jazbec (7 maggio 1989) è un ex sciatore alpino sloveno.

## Biografia
Attivo in gare FIS dal dicembre del 2004, Jazbec ha esordito in Coppa Europa il 7 gennaio 2008 a Nauders in slalom speciale (32º) e in Coppa del Mondo il 30 gennaio 2010 a Kranjska Gora in slalom gigante, senza qualificarsi per la seconda manche.
Ai Mondiali di Schladming 2013, sua unica presenza iridata, è stato 24º nello slalom speciale e il 10 marzo dello stesso anno ha preso per l'ultima volta il via in Coppa del Mondo, a Kranjska Gora in slalom speciale, senza terminare la prova (non ha completato nessuna delle 11 gare nel massimo circuito cui ha preso parte). Si è ritirato al termine della stagione 2013-2014 e la sua ultima gara è stata uno slalom gigante FIS disputato il 28 febbraio a Hoch-Ybrig, non completato da Jazbec.

## Palmarès

### Coppa Europa
- Miglior piazzamento in classifica generale: 61º nel 2012

### Campionati sloveni
- 1 medaglia:
  - 1 argento (slalom gigante nel 2011)